# Cratogeomys goldmani
Cratogeomys goldmani е вид бозайник от семейство Гоферови (Geomyidae).

## Разпространение
Видът е разпространен в Мексико.